# Sericochroa collema
Sericochroa collema är en fjärilsart som beskrevs av William Schaus 1901. Sericochroa collema ingår i släktet Sericochroa och familjen tandspinnare. Inga underarter finns listade i Catalogue of Life.